# 20823 Liutingchun
20823 Liutingchun è un asteroide della fascia principale. Scoperto nel 2000, presenta un'orbita caratterizzata da un semiasse maggiore pari a 3,1098116 UA e da un'eccentricità di 0,1643142, inclinata di 5,70633° rispetto all'eclittica.